# Centro de Estudios Asiáticos de la Universidad Nacional Mayor de San Marcos
El Centro de Estudios Asiáticos de la Universidad Nacional Mayor de San Marcos (CEAS-UNMSM) es un centro de investigación de los países de Asia ubicado en el campus principal de la universidad, en Lima, Perú. Se centra principalmente en las áreas de economía, política, cultura, sociedad e historia de países como China, Japón, Corea del Sur, Indonesia, India, entre otros.
Fundado en 2018, tiene como antecedentes el inicio de los estudios asiáticos en el Perú que se originaron de forma regular en la Universidad de San Marcos, a partir de las investigaciones de los profesores Fernando Tola Mendoza, José León Herrera y Carmen Dragonetti a mitad del siglo XX, así como en las iniciativas de la universidad como el Instituto de Lenguas y Culturas Orientales (ILCO) establecido en 1962 en la Facultad de Letras y más recientemente el Grupo Asia establecido en el 2010 en la Facultad de Ciencias Económicas.
El Centro de Estudios Asiáticos de San Marcos está actualmente adscrito al vicerrectorado de investigación de la universidad y tiene como director a Carlos Aquino, economista especializado en economía asiática.

## Historia

### Antecedentes
Si bien hubo trabajos de investigación y tesis vinculados con temas asiáticos desde al menos fines del siglo XIX, estos fueron trabajos aislados y no sostenidos en el tiempo. En ese sentido, los estudios asiáticos u orientales en el Perú tienen sus orígenes en 1937 a partir de las investigaciones iniciadas de forma regular por Fernando Tola Mendoza, quien había arribado dos años antes a la universidad proveniente de Bélgica. En dicho año, Tola publicó un ensayo sobre Sakuntala, la comedia de Kalidasa, marcando así el inicio de los estudios dedicados a la India en el Perú. También en ese año, se concretaría la revista académica Sphinx del Instituto Superior de Lingüística y Filología de la universidad, a través de la cual Tola publicó su traducción del sánscrito al español del poema lírico Meghaduta, también de Kalidasa. De 1938 hasta 1961, Tola asumió la dirección del instituto, por lo que gradualmente la revista Sphinx fue incorporando estudios vinculados a lenguas asiáticas como el sánscrito y el pali. En 1940 Tola publica su traducción directa del sánscrito al españo de la Bhagavad-gītā, cantos del I al XIV.
Los estudios asiáticos avanzaron nuevamente desde 1956, manteniendo su foco en India a través de José León Herrera, quien se involucró en los estudios en San Marcos guiado por Fernando Tola Mendoza, enfocándose en el estudio y traducción de los Vedas, los Upanishads, la Bhagavad-gītā, el Meghaduta, el Shakuntala, entre otros, del sánscrito al español. En 1958, José León Herrera publicó a través del referido Instituto de la Facultad de Letras de la Universidad de San Marcos la traducción del Kena Upanishad, y en 1959, hizo lo propio con la Katha Upanishad, siendo ambas las primeras traducciones directas del sánscrito al español de dichos textos. Así también, desde 1957 a 1960, León Herrera se desempeñó como asistente del curso de sánscrito dictado por Tola en la universidad.
En los años de 1960 arribaría a la universidad la argentina Carmen Dragonetti, para proseguir sus estudios en filosofía y letras que había iniciado años antes en la Universidad de Buenos Aires. Ella desarrollaría sus investigaciones bajo la dirección de Tola, enfocándose en filología, budismo theravada, sánscrito y pali. El 12 de septiembre de 1962, el profesor Tola fundó y dirigió el Instituto de Lenguas y Culturas Orientales (ILCO) de la Universidad de San Marcos, para profundizar los estudios asiáticos desde el ámbito humanístico. Así también, lanzó la colección «Clásicos de Oriente» del ILCO para publicar los trabajos sanmarquino enfocados en esta temática. En 1963, Carmen Dragonetti realizó una investigación con su traducción directa del pali al español del Dhammapada, la cual sería publicada un año después como libro bilingüe en la colección referida bajo el sello del ILCO. Esos mismo años, asumiría la enseñanza de pali en la universidad.
De 1964 a 1969, Tola fue nombrado agregado cultural de la embajada peruana en la India, donde aprovechó para especializarse más en sánscrito y pali. En dicho contexto, José León Herrera, quien había estado realizando estudios en Francia, Alemania e India, fue solicitado en 1967 por José Russo Delgado para que retornara a San Marcos y continuara allí su labor como docente de estudios orientales. De este modo, dicho año se inauguró la Cátedra de Filosofía Oriental a cargo de Tola, marco así otro hito en los estudios asiáticos en la universidad. Por su parte, Tola contrajo nupcias con Carmen Dragonetti y en 1970 se establecieron juntos en Buenos Aires, donde Tola sería nombrado profesor titular de Sánscrito y Filosofía de la India en la Universidad de Buenos Aires. León Herrera se mantendría el dictado en la cátedra de filosofía oriental en San Marcos hasta 1975, posteriormente recibió nuevamente una beca para investigaciones de indología en Alemania y una beca de la Fundación Japón para realizar investigaciones sobre budismo japonés en Kioto de 1982 a 1983. Finalmente retornó al Perú, afincándose en la Pontificia Universidad Católica del Perú, la cual en 1988 abrió su Centro de Estudios Orientales y nombró a León Herrera como su director, cargo en el que permaneció hasta su fallecimiento en 2021. Por su parte, la cátedra fundada por León Herrera y los estudios asiáticos en la Universidad de San Marcos se mantuvieron durante los años de 1980 y 1990, aunque con un menor impulso que en décadas anteriores.

### Fundación
Posteriormente, entre finales de los años 1980 e inicios de los años 1990, otro académico sanmarquino, Carlos Aquino, realizó estudios de posgrado en Japón, especializándose en economía internacional y economía asiática. Es así que desde finales de los años 1990 y durante los años 2000, además de los estudios realizados en la Facultad de Letras, la Facultad de Ciencias Económicas a través del profesor Carlos Aquino inició diversos estudios, publicaciones y eventos vinculados a temas asiáticos, esta vez más relacionados con las temáticas de economía, política y relaciones internacionales, así como con los países de Japón, China y Corea del Sur. El 13 de octubre de 2010, bajo la dirección del Aquino se fundó la organización sanmarquina Grupo Asia, la cual agrupó universitarios interesados en el estudio, investigación y difusión del conocimiento sobre el desarrollo económico de los países de Asia y sus relaciones con América Latina.
Finalmente el 7 de noviembre de 2018 en la Casona de San Marcos en el marco de la segunda reunión anual del Consorcio Universitario Fudan-América Latina (FLAUC), evento coorganizado por la Universidad de Fudan y la Universidad Nacional Mayor de San Marcos, la universidad establece su Centro de Estudios Asiáticos, contando así nuevamente con una unidad académica oficial enfocada en el estudio de oriente, como en su momento lo fue el Instituto de Filosofía y Culturas Orientales dirigido por Tola. La ceremonia de lanzamiento, contó con la participación de embajadores y representantes de diversos países de Asia en el Perú, así como con la presencia de representantes de universidades de Argentina, Brasil, Chile, Colombia, México y Perú.
La organización tiene actualmente como su director al profesor Carlos Aquino, especialista peruano en economía asiática. Así también, tiene entre sus principales objetivos el desarrollo y fomento del conocimiento sobre los países de Asia, así como la generación de una interconección entre las diferentes iniciativas de estudios asiáticos y orientales de la universidad. En el contexto de los estudios asiáticos en la universidad, en el 2023 se funda el Instituto Rey Sejong de Lima, para la difusión del idioma y cultura coreanos.